# Udo Behrens
Udo Behrens (9 de Abril de 1911 - † 14 de Abril de 1995) foi um comandante de U-Boot que serviu na Kriegsmarine durante a Segunda Guerra Mundial.